# Erich Caspar (Politiker)
Erich Caspar (* 10. Januar 1879 in Bellmannsdorf, Landkreis Lauban; † 6. Februar 1956 in Bremen) war ein deutscher Zimmerer und Bremer Politiker (SPD).

## Biografie
Caspar war der Sohn einer Hausangestellten. Er besuchte die Volksschule und erlernte den Beruf eines Zimmerers. Bis 1919 war er als Zimmermann tätig. Von 1919 bis 1933 war er Angestellter des Zimmererverbandes in Bremen. Von 1945 bis 1955 Angestellter der Gewerkschaft in Bremen.
Politik
Caspar wurde Mitglied der Gewerkschaft und der SPD und war von 1917 bis 1922 vorübergehend Mitglied in der USPD. Von 1902 bis 1909 war er Vorstandsmitglied und von 1909 bis 1933 Vorsitzender der Filiale des Zimmererverbandes in Bremen.
Nach dem Ersten Weltkrieg war er 1919/1920 Mitglied in der verfassunggebenden Bremer Nationalversammlung sowie  von 1920 bis 1921 und von 1924 bis 1933 Mitglied der Bremischen Bürgerschaft. Von 1921 bis 1928 war er Vorstandsmitglied und von 1928 bis 1933 Vorsitzender der AOK Bremen. 1927 wurde Vorstandsmitglied des Ortsausschusses des Allgemeinen Deutschen Gewerkschaftsbundes (ADGB) - und Aufsichtsratsmitglied der Sozialen Baubetriebe in Bremen.
Nach dem Zweiten Weltkrieg war er von 1945 bis 1955 Vorstandsmitglied der Gewerkschaft IG Bau-Steine-Erden in Bremen und von 1953 bis 1956 Vorsitzender der Vertreterversammlung der AOK Bremen.